# Timebomb (chanson)
Singles de Kylie Minogue
Put Your Hands Up (If You Feel Love)
(2011)
Timebomb est une chanson de l'artiste australienne Kylie Minogue sortie le 25 mai 2012 sous le label Parlophone. La chanson a été écrite par Karen Poole, Matt Schwartz, Paul Harris et produite par Matt Schwartz, Paul Harris. Le single sort 3 jours avant la date anniversaire de ses 44 ans. Timebomb est une chanson de musique dance avec des sonorités House accompagnés de riffs de guitare.
Le clip vidéo a été tourné à Londres en Angleterre. La musique a reçu des critiques positives, le site web popjustice a qualifié la chanson de « incroyable ».
Timebomb entre à la 31e place au Royaume-Uni, dans le classement UK Singles Chart et se vend à 10 044 exemplaires en 2 jours.

## Liste des pistes
Téléchargement digital
1. Timebomb – 2:57
2. Timebomb (music video) – 3:36

## Classement hebdomadaire
| Classement (2012)                       | Meilleure position |
| --------------------------------------- | ------------------ |
| Australie (ARIA)                        | 12                 |
| Australie (ARIA Dance Chart)            | 1                  |
| Autriche (Ö3 Austria Top 40)            | 61                 |
| Canada (Hot 100)                        | 73                 |
| Belgique (Flandre Ultratop 50 Singles)  | 43                 |
| Belgique (Wallonie Ultratop 50 Singles) | 49                 |
| Finlande (Suomen virallinen lista)      | 11                 |
| France (SNEP)                           | 46                 |
| Irlande (IRMA)                          | 26                 |
| Japon (Hot 100)                         | 40                 |
| Nouvelle-Zélande (RMNZ)                 | 33                 |
| Pays-Bas (Nederlandse Top 40)           | 44                 |
| Écosse (OCC)                            | 33                 |
| Espagne (PROMUSICAE)                    | 20                 |
| Royaume-Uni (UK Singles Chart)          | 31                 |

## Historique de sortie
| Pays  | Date        | Format                 |
| ----- | ----------- | ---------------------- |
| Monde | 25 mai 2012 | Téléchargement digital |